# Список умерших в 1155 году

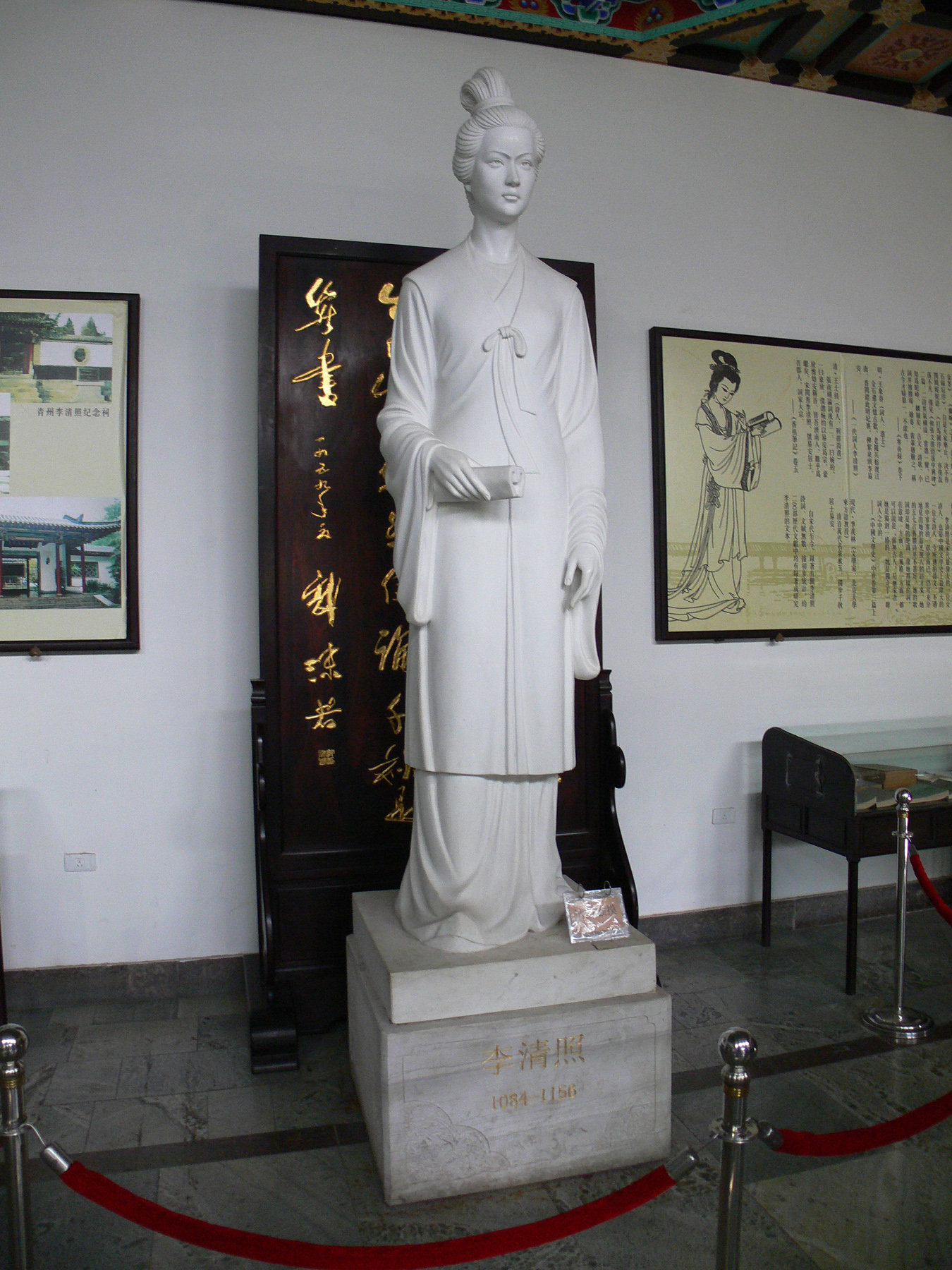
Ли Цинчжао

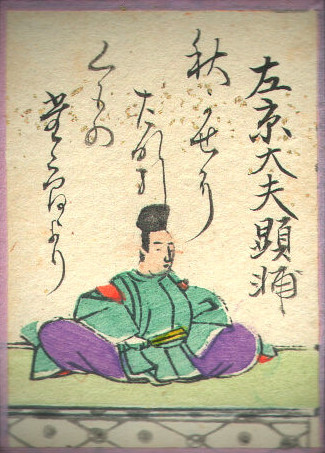
Фудзивара но Акисуке

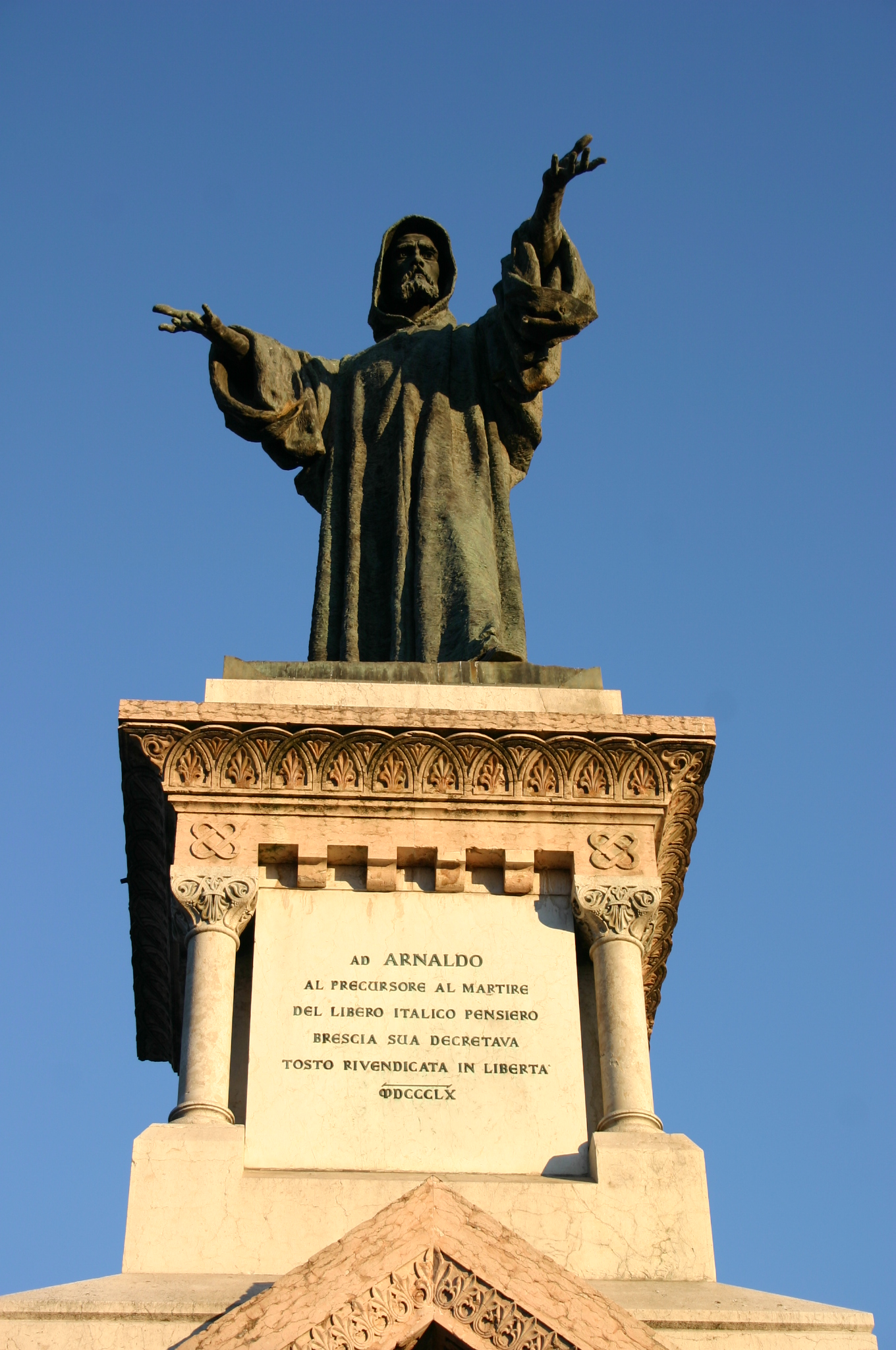
Арнольд Брешианский

В этой статье представлен список известных людей, умерших в 1155 году.
См. также: Категория:Умершие в 1155 году

## Январь
- 1 января — Матье I де Бомон — граф де Бомон-сюр-Уаз.

## Февраль
- 3 февраля — Госселен де Лев[фр.] — епископ Шартра (1149—1155)
- 4 февраля — Гуго I — граф де Водемон (1108—1155), участник второго крестового похода.

## Май
- 10 мая — Генрих I фон Вольфрацхаузен[нем.] — епископ Регенсбурга (1132—1155)
- 12 мая — Ли Цинчжао — китайская поэтесса времен династии Сун. Дата смерти предположительна.

## Июнь
- 4 июня — Болдуин де Ревьер — англонормандский аристократ, активный участник гражданской войны в Англии 1135—1154 годов на стороне императрицы Матильды, 1-й граф Девон (c 1141 г.).
- 8 июня — Фудзивара но Акисуке[фр.] — японский поэт
- 10 июня — Сигурд II — король Норвегии (1136—1155). Убит.
- 18 июня — Арнольд Брешианский — итальянский религиозный и общественный деятель. Казнён в Риме.

## Август
- 22 августа — Император Коноэ — император Японии (1142—1155)

## Сентябрь
- 22 сентября — Роджер Фиц-Миль — англонормандский аристократ, 2-й граф Херефорд и коннетабль (констебль) Англии (с 1143), участник гражданской войны в Англии 1135—1154 гг., главным образом, на стороне императрицы Матильды
- 27 сентября — Гильом III де Макон — граф Макона (1102—1155), первый граф Осона (1127—1155), граф Вьенна (1102—1155), регент графства Бургундия с 1148 года. (по другим источникам умер в 1057 году).

## Ноябрь
- 1 ноября — Фернандо Перес де Траба — леонский граф и военачальник.

## Дата неизвестна или требует уточнения
- Бернат Канделедский[кат.] — испанский бенедиктинский цистерцианский монах, святой римско-католической церкви, патрон Канделеды.
- Гальфрид Монмутский — священник и писатель, автор псевдоисторического труда по британской истории «Истории королей Британии», одного из главных источников формирования Артурианы. По другим источникам, умер в 1154 году.
- Грегорио — Кардинал-священник Санта-Мария-ин-Трастевере (1138—1155)
- Гуннар сын Ульвхедина[исп.] — исландский законоговоритель.
- Давид V — царь Грузии (1155)
- Захария Хризополитан — экзегет западной церкви XII века.
- Ладрон Иньигес — крупный наваррский дворянин во время правления Гарсии Рамиреса (1134—1150), сыгравший важную роль в вступлении на престол последнего.
- Маредид ап Грифид — король Дехейбарта (1153—1155).
- Месуд I — султан Рума (1116—1155).
- Вильгельм де Мойон — англонормандский рыцарь, участник гражданской войны в Англии 1135—1154 годов на стороне императрицы Матильды, 1-й граф Сомерсет (непризнанный)
- Мухаммад I ибн Али ибн Гания — эмир Майоркской тайфы из династии Ганидов (1146—1155).
- Тьерри Шартрский — французский богослов и натурфилософ, видный представитель Шартрской школы.
- Эболо Вантадурский[англ.] — виконт Вантадура, один из первых французских трубадуров Прованса.